# Tanore
Tanore es un subdistrito (upazila) del distrito (zila) de Rajshahi, de la región de Rajshahi, en Bangladés, con una población censada en marzo de 2011 de 191 330 habitantes.
Se encuentra ubicado al noroeste del país, cerca del río Padma y de la frontera con India.